# Antonov An-12
Antonov An-12 (tên ký hiệu của NATO: Cub) là một loại máy bay vận tải sử dụng 4 động cơ phản lực cánh quạt, đây là phiên bản quân sự của mẫu máy bay Antonov An-10.

## Thiết kế và phát triển
Nguyên mẫu đầu tiên (7900101), chế tạo tại Irkutsk, bay vào ngày 16 tháng 12-1957, với động cơ phản lực cánh quạt Kuznetsov NK-4, hơn 900 chiếc đã được chế tạo với động cơ AI-20K gồm cả phiên bản dân sự và quân sự, việc sản xuất kết thúc vào năm 1973 tại Liên Xô. An-12BP ("Cub") trở thành mẫu máy bay vận tải và thả lính dù tiêu chuẩn của Hàng không Vận tải Quân sự Xô viết (VTA) từ năm 1959, đến năm 1974, chúng bị những chiếc Il-76 thay thế, nhưng khoảng 170 chiếc vẫn tiếp tục hoạt động trong không quân, cộng với ít nhất 25 chiếc An-12BK/PP/PPS "Cub-A/B/C/D" sửa đổi để tác chiến điện tử trong Hàng không Hải quân và Không quân. Hơn 100 (xuất khẩu 183 chiếc) vẫn được sử dụng trong lực lượng không quân của 9 quốc gia khác; hơn 190 chiếc hoạt động trong khoảng 70 hãng hàng không dân dụng. Công ty Shaanxi Aircraft Company của Trung Quốc đã chế tạo một phiên bản của An-12 mang tên Yunshuji-8 (Y-8). Trong điều kiện hình dạng, kích thước và chức năng, An-12 rất tương đồng với loại Lockheed C-130 Hercules của Mỹ. Các máy bay An-12 của quân đội Liên Xô đều có một tháp súng nhỏ ở đuôi để phòng thủ.

## Phiên bản của Trung Quốc
Vào thập niên 1960, Trung Quốc đã mua vài chiếc An-12 từ Liên Xô, cùng với giấy phép để lắp ráp máy bay tại Trung Quốc. Tuy nhiên, vì sự kiện Trung-Xô chia rẽ, Liên Xô đã rút hết kỹ thuật viên về nước. Cho đến năm 1974, khi Trung Quốc lắp ráp được một chiếc An-12 đầu tiên và nó đã được đem ra thử nghiệm bay. Công ty Xi'an Aircraft Company (Công ty máy bay Tây An) và Xi'an Aircraft Design Institute (Viện thiết kế máy bay Tây An) đã làm việc để tự sản xuất An-12 tại Trung Quốc.
Năm 1981, phiên bản sao chép An-12 của Trung Quốc, được gọi tên là Yun-8 (hay còn gọi là Yunshuji-8 / Y-8) được đưa vào sản xuất hàng loạt. Từ đó, Y-8 trở thành một trong những máy bay vận tải quân sự và dân sự nổi tiếng, với nhiều phiên bản được sản xuất và xuất khẩu. Mặc dù An-12 không còn được sản xuất ở Nga và Ukraina từ lâu, nhưng Y-8 của Trung Quốc vẫn tiếp tục được nâng cấp và sản xuất. Phiên bản mới nhất là Y-8-F600 là một sản xuất liên doanh giữa Shaanxi Aircraft Company (Công ty máy bay Thiểm Tây), Antonov Aeronautical Scientific-Technical Complex (ASTC - Tổ hợp khoa học-kỹ thuật hàng không Antonov), và Pratt & Whitney Canada. Y-8-F600 được thiết kế lại thân, hệ thống điện tử hàng không của phương tây, động cơ phản lực cánh quạt PW150B với hệ thống cánh quạt R-408 và buồng lái kính 2 người.

## Văn hóa đại chúng
Bộ phim năm 2005 Lord of War, nhân vật chính Yuri Orlov, do Nicolas Cage thủ vai, đã sử dụng một chiếc Antonov An-12 để vận chuyển vũ khí. Andrew Niccol, đạo diễn của Lord of War, phát biểu rằng họ thật sự đã dùng một chiếc An-12 của hãng Viktor Bout trong bộ phim.
Tháng 11-2006, những chiếc Antonov An-12 được dùng trong seri chương trình CBS Jericho, phần "RED FLAG" để thả thức ăn Trung Quốc từ trên không và nhu yếu phẩm cho những người ở Jericho Kansas theo sau một loạt những cuộc tấn công khủng bố hạt nhân tại Mỹ.
An-12 cũng xuất hiện trong cuốn sách tựa đề Recoil xuất bản năm 2006 của Andy McNab, trong cuốn sách, An-12 được sử dụng để chở nhân vật hư cấu Nick Stone đến và rời Cộng hòa Dân chủ Congo để cứu bạn gái của anh ta là từ LRA, một nhóm phiến quân.

## Các phiên bản
- An-12B: Phiên bản vận tải dân sự.
- An-12BP: Phiên bản vận tải quân sự.
- An-12BK Cub-A: Phiên bản tình báo điện tử.
- An-12PP Cub-B: Phiên bản tình báo điện tử.
- An-12PPS Cub-C: Phiên bản đối phó điện tử.
- An-12 Cub-D: Phiên bản đối phó điện tử.
- An-12V:
- An-12PS:

## Các quốc gia sử dụng
Hiện nay An-12 được sử dụng rộng rãi trong hoạt động vận chuyển hàng hóa, đặc biệt trong khu vực CIS, Châu Phi và tiểu lục địa Ấn Độ.

### Dân sự

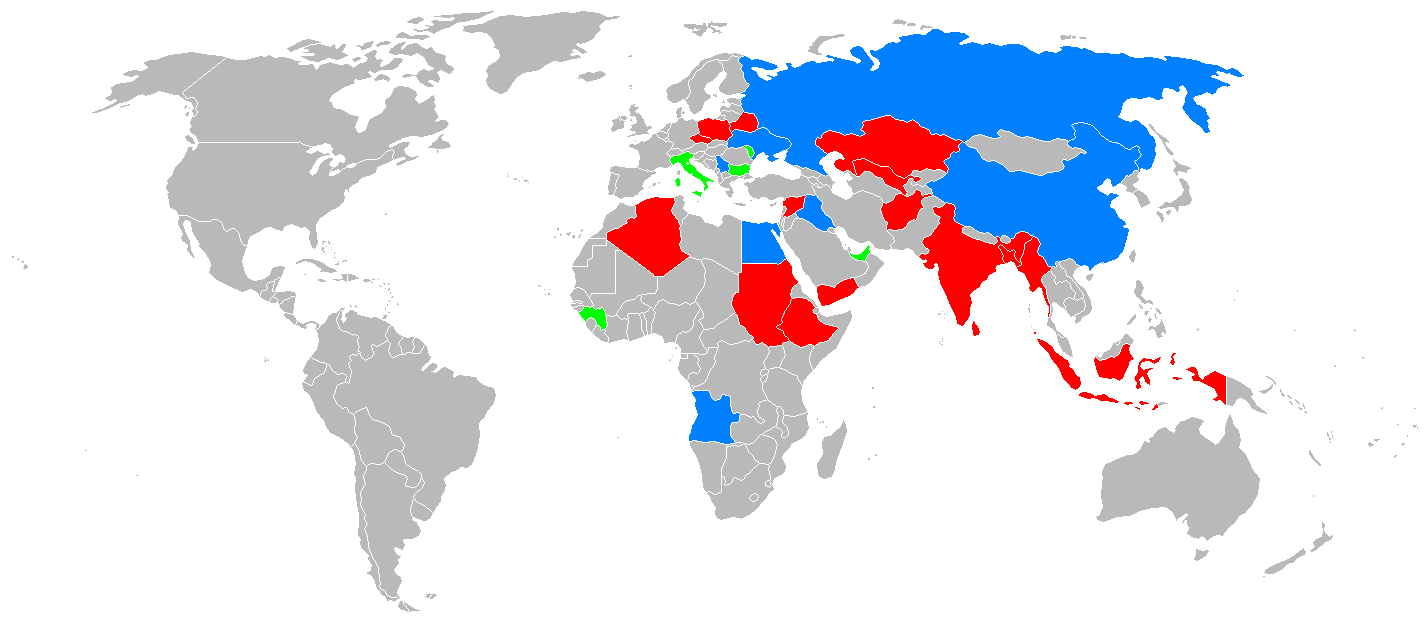
Các quốc gia sử dụng An-12 (quân sự màu đỏ, dân sự màu xanh lá cây, và cả dân sự lẫn quân sự màu nước biển)

Đến tháng 8-2006 tổng cộng có 179 chiếc Antonov An-12 tiếp tục hoạt động trong các hãng hàng không. Những hãng sử dụng chính bao gồm: Air Guinee (4), Alada (5), British Gulf International Airlines (7), Avial Aviation (4), Heli Air Service (4), Scorpion Air (4), Tiramavia (4), Aerovis Airlines (5), Veteran Airlines (4), KNAAPO (5), Vega Airlines (6) ATRAN Cargo Airlines (4) và Volare Airlines (6). Khoảng 77 hãng khác cũng sử dụng một số lượng nhỏ An-12.
- Bulgaria: Balkan Bulgarian Airlines
- Trung Quốc: Civil Aviation Administration of China; Xem thêm Shaanxi Y-8
- Ai Cập: Egyptair
- Guinée: Air Guinee
- Ghana: Ghana Airways 1 chiếc An-12 được chuyển giao vào tháng 10-1961, có tên gọi 9G-AZZ. Ngừng hoạt động năm 1962 và quay trở lại Liên Xô năm 1963.[4]
- Iraq: Iraqi Airways
- Liên Xô: Aeroflot
- Serbia: United International Airlines
- Sri Lanka: SriLankan Cargo
- Ukraina: Antonov Airlines

### Quân sự

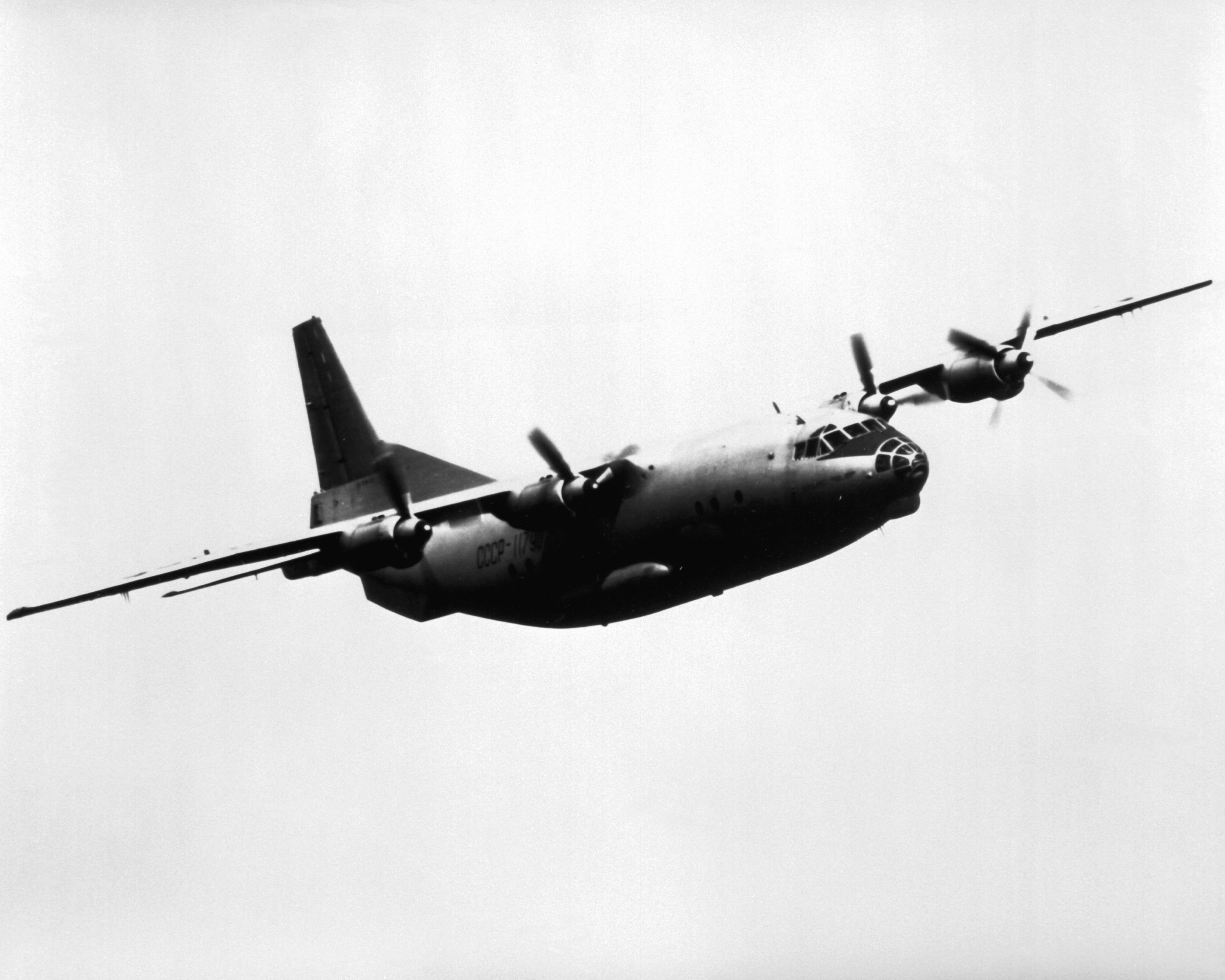
An-12

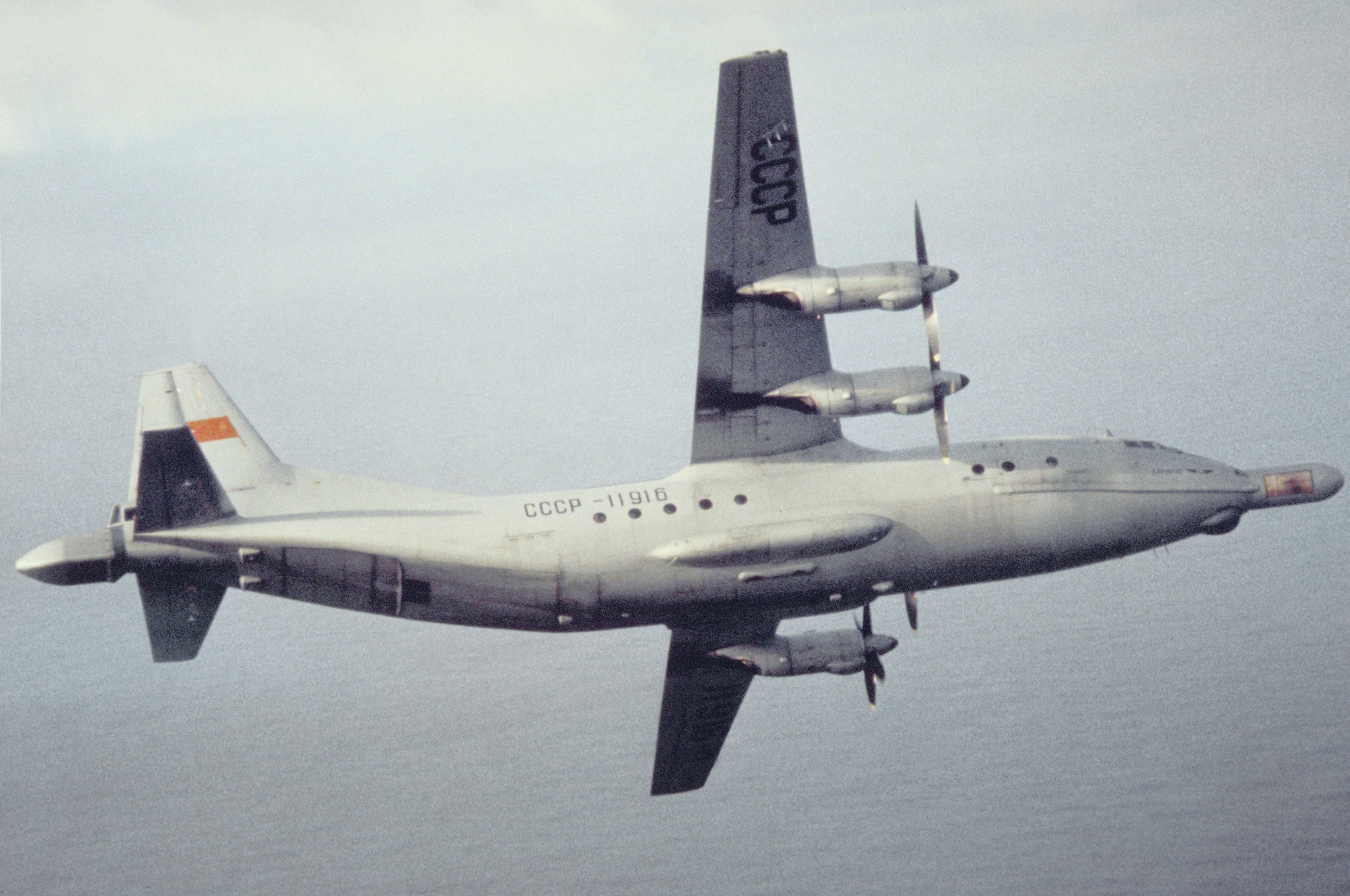
An-12 Liên Xô.

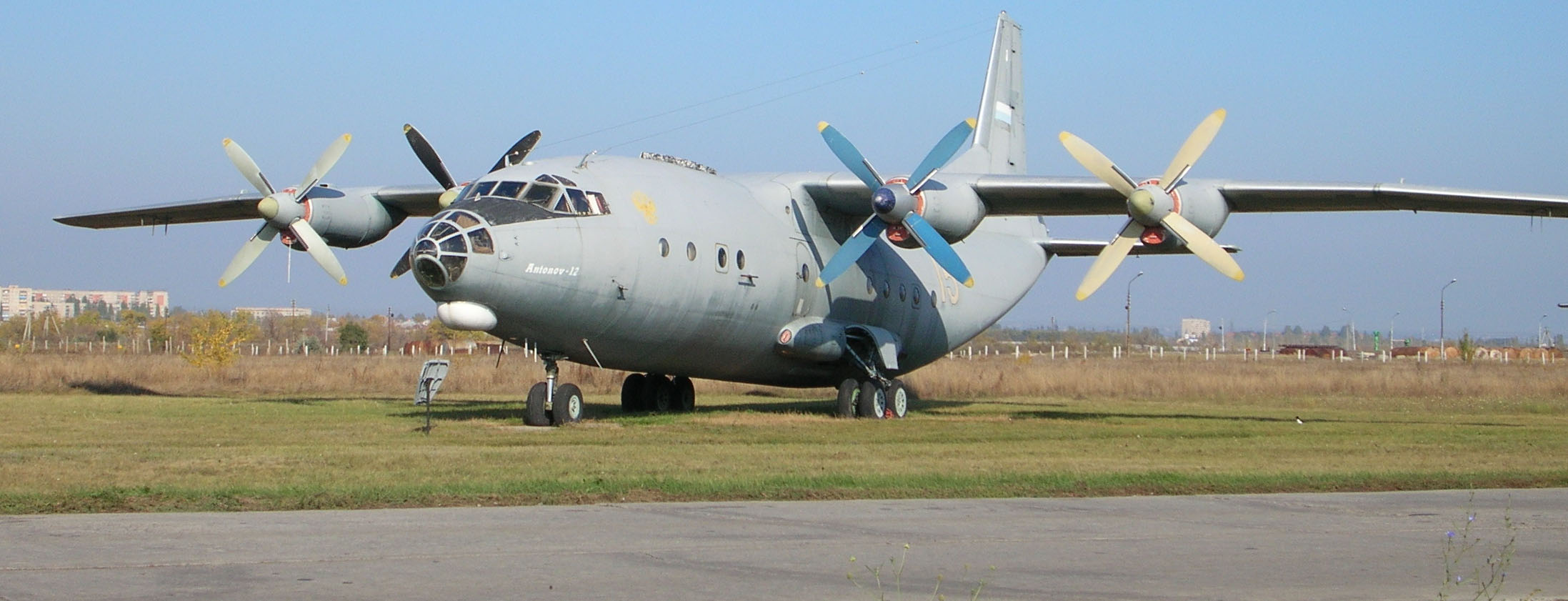
An-12 tại căn cứ không quân Engels

- Afghanistan: Không quân Afghan có 12 chiếc từ năm 1981 đến năm 2001.
- Algérie
- Angola
- Bangladesh
- Belarus
- Trung Quốc
- Cộng hòa Séc
- Tiệp Khắc: Tất cả đều chuyển cho Cộng hòa Séc và Xlovakia. Tất cả đều ngừng hoạt động trong thập niên 1990.
- Ai Cập
- Ethiopia
- Ấn Độ: Tất cả đều ngừng hoạt động trong thập niên 1990.
- Indonesia
- Iraq
- Iran
- Kazakhstan
- Myanmar
- Ba Lan
- Nga
- Liên Xô: An-12 chuyển cho các nước cộng hòa sau khi Liên Xô tan rã.
- Sri Lanka
- Sudan
- Syria
- Ukraina
- Uzbekistan
- Yemen
- Nam Tư
- Việt Nam: Trong cuộc chiến tranh biên giới giữa Việt Nam và Trung Quốc năm 1979, Liên Xô đã hỗ trợ cho Việt Nam chuyển quân từ Nam ra Bắc thông qua những chuyến bay An12 này (phi đội máy bay An-12 khoảng 12 chiếc do Liên Xô khẩn cấp đưa sang), các máy bay này hầu hết do phi công Liên Xô lái đã bị sử dụng hết công sức và tốc lực, tận dụng tối đa máy bay để chuyển quân cấp tốc ra Bắc[5]. Sau đợt không vận này, toàn bộ An-12 của Liên Xô được rút về nước.

## Thông số kỹ thuật (An-12BP)
Dữ liệu lấy từ Global Aircraft, Airliners.net

### Đặc điểm riêng
- Phi đoàn: 5 (2 phi công, thợ máy, sĩ quan dẫn đường, sĩ quan vô tuyến)
- Sức chứa: 90 lính dù
- Trọng tải: 20.000 kg (44.000 lb)
- Chiều dài: 33.10 m (108 ft 7 in)
- Sải cánh: 38.00 m (124 ft 8 in)
- Chiều cao: 10.53 m (34 ft 7 in)
- Diện tích cánh: 121.7 m² (1.310 ft²)
- Trọng lượng rỗng: 28.000 kg (62.000 lb)
- Trọng lượng cất cánh: 54.000 kg (119.050 lb)
- Trọng lượng cất cánh tối đa: 61.000 kg (130.000 lb)
- Động cơ: 4× động cơ phản lực cánh quạt Progress AI-20L hoặc AI-20M, 4.000 ehp (3.000 kW) mỗi chiếc

### Hiệu suất bay
- Vận tốc cực đại: 777 km/h (419 knots, 482 mph)
- Vận tốc hành trình: 670 km/h (361 knots, 415 mph)
- Tầm bay:
  - Tối đa nhiên liệu: 5.700 km (3.075 nm, 3.540 mi)
  - Tối đa trọng tải: 3.600 km (1.945 nm, 2.235 mi)
- Trần bay: 10.200 m (33.500 ft)
- Vận tốc lên cao: n/a
- Lực nâng của cánh: n/a
- Lực đẩy/trọng lượng: n/a

### Vũ khí
- Súng: 2× pháo 23 mm (0.906 in) Nudelman-Rikhter NR-23 ở đuôi (chỉ có một số máy bay được trang bị)

## Nội dung liên quan

### Máy bay có cùng sự phát triển
- Antonov An-10
- Antonov An-22
- Shaanxi Y-8

### Máy bay có tính năng tương đương
- Airbus A400M
- C-130 Hercules
- Transall C.160

### Trình tự thiết kế
An-6 - An-8 - An-10 - An-12 - An-14 - An-22 - An-24

### Danh sách
- Danh sách máy bay quân sự của Liên Xô và CIS
- Danh sách máy bay vận tải quân sự